# Hogna rubetra
Hogna rubetra este o specie de păianjeni din genul Hogna, familia Lycosidae. A fost descrisă pentru prima dată de Schenkel, 1963. Conform Catalogue of Life specia Hogna rubetra nu are subspecii cunoscute.